# 마르셀리뉴 카리오카
마르셀리뉴 카리오카 (1971년 12월 31일 ~ )는 브라질의 전 축구 선수이다.

## 통계
| 브라질 | 브라질 | 브라질 |
| 연도   | 출전   | 골     |
| ------ | ------ | ------ |
| 1998   | 2      | 2      |
| 1999   | 0      | 0      |
| 2000   | 0      | 0      |
| 2001   | 1      | 0      |
| 합계   | 3      | 2      |